# Солёное (Крым)
Солёное (до 1948 года Теме́ш-Асс; укр. Солоне, крымскотат. Temeş As, Темеш Ас) — исчезнувшее село в Черноморском районе Республики Крым, располагавшееся на юго-востоке района, в степной части Крыма, примерно в 5 километрах северо-восточнее современного села Медведево.

## История
Первое документальное упоминание сёл встречается в Камеральном Описании Крыма… год]а, судя по которому, в последний период Крымского ханства Темиш Эли входил в Тарханский кадылык Козловскаго каймаканства. После присоединения Крыма к России (8) 19 апреля 1783 года, (8) 19 февраля 1784 года, именным указом Екатерины II сенату, на территории бывшего Крымского ханства была образована Таврическая область и деревня была приписана к Евпаторийскому уезду. После павловских реформ, с 1796 по 1802 год входила в Акмечетский уезд Новороссийской губернии. По новому административному делению, после создания 8 (20) октября 1802 года Таврической губернии, Темеш-Асс был включён в состав Яшпетской волости Евпаторийского уезда.
По Ведомости о волостях и селениях, в Евпаторийском уезде… от 19 апреля 1806 года, в деревне Темеш-ас числилось 5 дворов, 39 крымских татар и 2 ясыров. На военно-топографической карте генерал-майора Мухина 1817 года деревня Темиш ас обозначена с 7 дворами. После реформы волостного деления 1829 года Темыш Ас, согласно «Ведомости о казённых волостях Таврической губернии 1829 года» остался в составе Яшпетской волости. На карте 1836 года в деревне 9 дворов, а на карте 1842 года Темеш-Аш обозначен условным знаком «малая деревня», то есть, менее 5 дворов.
В 1860-х годах, после земской реформы Александра II, деревню приписали к Курман-Аджинской волости. В «Списке населённых мест Таврической губернии по сведениям 1864 года», составленном по результатам VIII ревизии 1864 года, Темеш-Асс — владельческая татарская деревня, с 3 дворами, 12 жителями и мечетью при колодцах. По обследованиям профессора А. Н. Козловского 1867 года, вода в колодцах деревни была пресная, а их глубина колебалась от 2 до 10 саженей (от 4 до 20 м). На трехверстовой карте Шуберта 1865—1876 года в деревне Темеш-Асс обозначено 3 двора. По «Памятной книге Таврической губернии 1889 года», по результатам Х ревизии 1887 года, в деревне Темеш-Асс числилось 15 дворов и 75 жителей. Согласно «…Памятной книжке Таврической губернии на 1892 год», в деревне Темеш-Асс, входившей в Киркулачский участок, было 16 жителей в 2 домохозяйствах.
Земская реформа 1890-х годов в Евпаторийском уезде прошла позже остальных, в результате Темеш-Асс приписали к Кунанской волости. По «…Памятной книжке Таврической губернии на 1900 год» в деревне числилось 99 жителей в 20 дворах. По Статистическому справочнику Таврической губернии. Ч.II-я. Статистический очерк, выпуск пятый Евпаторийский уезд, 1915 год, в деревне Асс-Темеш Кунанской волости Евпаторийского уезда числилось 12 дворов (8 дворов с землёй,4 — безземельные) с русским населением в количестве 21 человека приписных жителей и 79 — «посторонних», из которых 45 мужчин и 45 женщин. Жители владели 190 десятинами удобной земли. В хозяйствах имелось 37 лошадей, 36 волов, 7 коров и 430 голов мелкого скота.
После установления в Крыму Советской власти, по постановлению Крымревкома от 8 января 1921 года № 206 «Об изменении административных границ» была упразднена волостная система и образован Евпаторийский уезд, в котором создан Ак-Мечетский район и село вошло в его состав, а в 1922 году уезды получили название округов. 11 октября 1923 года, согласно постановлению ВЦИК, в административное деление Крымской АССР были внесены изменения, в результате которых округа были отменены, Ак-Мечетский район упразднён и село вошло в состав Евпаторийского района. Согласно Списку населённых пунктов Крымской АССР по Всесоюзной переписи 17 декабря 1926 года, в селе Темеш-Асс, в составе упразднённого к 1940 году Сабанчинского сельсовета Евпаторийского района, числилось 10 дворов, все крестьянские, население составляло 47 человек, все украинцы. По постановлению КрымЦИКа от 30 октября 1930 года «О реорганизации сети районов Крымской АССР», был восстановлен Ак-Мечетский район (по другим данным 15 сентября 1931 года) и село вновь включили в его состав.
С 25 июня 1946 года Темеш-Асс в составе Крымской области РСФСР. Указом Президиума Верховного Совета РСФСР от 18 мая 1948 года, Темеш-Асс переименовали в деревню Солёную название Солёное прижилось позже. 26 апреля 1954 года Крымская область была передана из состава РСФСР в состав УССР. С начала 1950-х годов, в ходе второй волны переселения (в свете постановления № ГОКО-6372с «О переселении колхозников в районы Крыма»), в Черноморский район приезжали переселенцы из различных областей Украины. Время включения в состав Новоивановского сельсовета пока не установлено: на 15 июня 1960 года посёлок уже числился в его составе. Ликвидировано в период между 1968 годом, когда посёлок ещё числился в составе Новоивановского сельского совета и 1977-м, когда Солёное уже было в списке упразднённых.

### Динамика численности населения
| - 1805 год — 41 чел. - 1864 год — 12 чел. - 1889 год — 75 чел. - 1892 год — 16 чел. | - 1900 год — 99 чел. - 1915 год — 21/79 чел. - 1926 год — 47 чел. |